# میرکوویتسه
میرکوویتسه (به چکی: Mirkovice) یک منطقهٔ مسکونی در جمهوری چک است که در ناحیه تشسکی کروملوو واقع شده‌است. میرکوویتسه ۱۵٫۴۹ کیلومتر مربع مساحت و ۴۲۰ نفر جمعیت دارد و ۵۴۰ متر بالاتر از سطح دریا واقع شده‌است.